# Череп из Коннемара
«Череп из Коннемара» (англ. A Skull in Connemara) — третья пьеса ирландского драматурга, кинорежиссёра, кинопродюсера Мартина Макдонаха, написанная в 1997 году, и входящая в состав трилогии Линейна совместно с пьесами «Королева красоты» и «Сиротливый запад».

## Сюжет
Мик Дауд вместе с братьями Хэнлан извлекает из могилы тело своей жены, погибшей при таинственных обстоятельствах семь лет назад. Но все жители Линейна подозревают Мика в убийстве.

## Постановки
- Пермский театр «У Моста» (реж. Сергей Федотов)[1]
- Электротеатр Станиславский (реж. Антон Ощепков)[2]
- Прогресс Сцена Армена Джигарханяна (реж. Сергей Виноградов)[3].